# La passeggiata in Andalusia
La passeggiata in Andalusia (in lingua spagnola El paseo de Andalucía) o La Maja e gli ammantellati (in spagnolo La Maja y los embozados) è un dipinto di Francisco Goya, realizzato nel 1776, facente parte della seconda serie di cartoni d'arazzo destinati alla sala da pranzo del Principe delle Asturie al Palazzo Reale di El Pardo.

## Contesto dell'opera
Tutte le tavole della seconda serie erano destinate alla sala da pranzo del principe delle Asturie, ovvero colui che poi divenne Carlo IV e della sua sposa Maria Luisa di Borbone-Parma al palazzo del Pardo. Le tavole vennero inviate alla Fabrique royale de tapisserie il 12 agosto 1777.
Il dipinto venne considerato perduto fino al 1869, quando venne ritrovato nei sotterranei del Palazzo reale di Madrid da Gregorio Cruzada Villaamil, e venne esposta al museo del Prado nel 1870 nella sala 85. La tela è stata citata per la prima volta nel catalogo del museo del Prado nel 1876.
La serie è costituita da La Merienda a orillas del Manzanares, Baile a orillas del Manzanares, La Riña en la Venta Nueva, La Riña en el Mesón del Gallo, El Paseo de Andalucía, El Bebedor, El Quitasol, La cometa, Jugadores de naipes, Niños inflando una vejiga, Muchachos cogiendo frutas e  El Atraco.

## Analisi
La passeggiata in Andalusia è nota anche come la Maja et les masques. È precedente alle incisioni dei Caprichos in cui amore, gelosia e intrigo sono al centro della composizione.
Come nel resto della sua serie, Goya ha sfruttato le scene di campagna. I colori sono luminosi e vividi. I dettagli dei costumi, goyesques, sono molto precisi, in particolare quelli della "Maja", giovane donna al centro della trama.

## Mostre
La passeggiata in Andalusia è stata esposta nel padiglione della Spagna all'Esposizione universale del 1992.